# Khaplu
Khaplu (urdu خپلو) – miasto w Pakistanie, na terytorium Gilgit-Baltistan. Według danych szacunkowych na rok 1998 liczyło 12 883 mieszkańców.